# جغرافيا تيمور الشرقية
| \| \|                           |                                      |
| القارة                          | آسيا                                 |
| المنطقة                         | جنوب شرق آسيا                        |
| إحداثيات جغرافية                | 8°50′S 125°55′E                      |
| المساحة                         | 14,874 كم² (159)                     |
| الشريط الساحلي                  | 6,789 كم                             |
| الحدود الأرضية                  |                                      |
| الدول المجاورة وطول الحدود معها | أندونيسيا 228 كـم (142 ميل)          |
| أعلى نقطة                       | 2,963 متر تاتامايلاو                 |
| أدنى نقطة                       | 0 متر بحر تيمور وبحر سافو وبحر باندا |
| فرق التوقيت                     |                                      |
|                                 |                                      |

جغرافيا تيمور الشرقية تقع تيمور الشرقية في جنوب شرق آسيا (أو أوقيانوسيا اعتمادا على التعريفات)، شمال غرب أستراليا في جزر سوندا الصغرى في الطرف الشرقي من الارخبيل الاندونيسي، علمًا أن تيمور الشرقية تشمل النصف الشرقي من جزيرة تيمور. منطقة وكوسي-أمبينو من القسم الشمالي الغربي من جزيرة تيمور وجزر أتاورو وجاكو.

## المساحة والحدود
المساحة
- المساحة الإجمالية:14,874 كم²
- اليابسة: غير متاح كم²
- المياه: غير متاح كم²

الحدود الأرضية
- الإجمالي: 228 كـم (142 ميل)
- الحدود الأرضية مع الدول المجاورة: أندونيسيا 228 كـم (142 ميل)

الشريط الساحلي
6,789 كـم (4,218 ميل)